# Сорди (Савона)
Сорди је насеље у Италији у округу Савона, региону Лигурија.
Према процени из 2011. у насељу је живело 42 становника. Насеље се налази на надморској висини од 457 м.